# Vital Julian Frey
 (janvier 2023).
Vital Julian Frey, né le 26 janvier 1979 à Genève et d'origine bernoise, est un claveciniste suisse.

## Carrière
Après avoir commencé le clavecin à l'âge de 8 ans, il obtient son diplôme d'enseignant et de concertiste à Fribourg-en-Brisgau avant d'obtenir un diplôme de soliste à Munich. En 2005, il reçoit le prix « coup de cœur » de la commission de la musique du canton de Berne. 
Il se produit en particulier dans le cadre de festivals internationaux, comme le Lucerne Festival, le Festival Bach de Leipzig, le Menuhin Festival Gstaad, les Semaines Bach de Thuringe, l'Été musical de la MDR ou Les Muséiques de Bâle. Vital Julian Frey a réalisé des enregistrements radiophoniques pour France Musique, la Radio de Sarrebruck, BBC, DRS 2 et la Radio Suisse Romande.

## Instruments
Vital Julian Frey joue un clavecin français à deux claviers qui a été construit par Andrew Garlick d'après un modèle de Jean-Claude Goujon de 1749.

## Enregistrements
- 2007: The Italian Connection, Deutsche Harmonia Mundi (SONY BMG)[5]